# Felsőbikarét

Felsőbikarét helye a XIII. kerületben

A Felsőbikarét Budapesten található; Angyalföldnek a Rákos-pataktól északra Újpestig, a Váci út és Béke utca közötti területe.

## A huszadik század eleje, a „Tripolisz”
E terület része az egykor legendás-kétes hírű „Tripolisz”. A városrész egyes vélemények szerint az itt található barakk-kocsmáról (Kocsma a Tripoliszhoz), mások szerint az olaszok 1911-es észak-afrikai hadjáratáról, a líbiai Tripolisz elleni támadásokról kapta a nevét. Hivatalosan ugyan soha nem nevezték így ezt a városrészt, a különös név mégis megjelenik már az egészen korai sajtóhírekben, valamint a későbbi visszaemlékezésekben, helytörténeti írásokban is. Vannak, akik a mai napig így emlegetik a környéket, noha már közel fél évszázada teljesen átépült.
1911-ben kezdték építeni, és 1912-ben adták át a földszintes barakkházakból álló Palotai úti kislakásos telepet, amely már az építkezés idején megkapta a közkeletű Tripolisz becenevet. A környék többi része ekkor még beépítetlen volt. Később bővítették a telepet, teljes kiépülésekor a Palotai (mai Új Palotai) út, Madarász utca, Göncöl utca, Babér utca által határolt területen helyezkedett el. Ennek szomszédságában, a Göncöl, Babér, Mosoly és Tomori utcák négyszögében 1915-ben épült fel a Tomori-telep, melyet a környék Chicagójaként emlegettek, hírhedten rossz közbiztonsága miatt. 16 darab egyemeletes függőfolyosós bérház állt itt. Az I. világháború után épült fel a Tomori utca, Faludi utca és a Madarász Viktor utca által határolt Madarász-telep. A Tripolisz elnevezés lassanként a többi telepre is ráragadt, mivel azok is hasonló szükséglakások, szegénytelepek voltak. (Némely visszaemlékezések Angyalföld más részeire is kiterjesztik az elnevezést.) Összességében Tripolisznak a mai Gyöngyösi utcai lakótelepet és kapcsolt részeit lehet tekinteni (Váci út, Szekszárdi út, Göncöl utca, Fiastyúk utca négyszöge). Az elnevezés 2018 óta a Szent Mihály plébániatemplom mellett, a Tomori utca keleti oldalán található Tripolisz tér nevében él tovább.

## A városrész története a későbbiekben
A Rákos-patak partjától északra 1951-1955 és 1956-1960 között felépült a Fiastyúk utcai lakótelep.
A telepeken több átépítés, felújítás is lezajlott, többek között az 1940-1943 között felépült Magdolnavárosi OTI telep építésével egy időben (a negyvenes évektől). Az ötvenes években megszűnt a Tomori-Babér sarkon működő barakk-iskola is, és a Tomori utcában új iskolaépületet emeltek. 1978-ra lebontották a régi, öreg házakat és ezzel párhuzamosan 1977-1986 között panelházakból felépült a Gyöngyösi úti lakótelep. Ennek ellenére, ha elvétve is, több helyütt állnak még a lakótelep előtti időkből való tripoliszi házak, főleg a Madarász utcában, a Tomori utcában és az Újpalotai úton, s a Babér utcai római katolikus templom (Szent Mihály Plébánia) is a régi időket hirdeti.
A környék az átépítéseket követően fokozatosan szépült. A helyiek körében népszerű a lakótelep közepén húzódó Gyöngyösi sétány. Felsőbikarétre települt több általános iskola, illetve a jelenlegi Németh László Nyolcosztályos Gimnázium, Magyarország rendszerváltás utáni első nyolcosztályos gimnáziuma.
A terület gyerekkórháza a Felsőbikarét szélén elhelyezkedő Madarász utcai Gyermekkórház.
Az 1970-es években a gyerekeknek közlekedési park, tanuszoda, játszóterek épültek, itt található még Angyalföld családi házas övezete is.
A Gyermek tér körül 1954-1955 között épült jellegzetes szocreál lakóházaktól és a gimnáziumtól két sarokra áll a József Attila Művelődési Központ, amely 1949-ben mint Rákosi Mátyás Kultúrház nyitotta meg kapuit. Benne jelentős hétvégi táncos eseményeket rendeztek a fiatal munkásoknak. A 60-as, 70-es években már mint József Attila Művelődési Központ tánctanfolyamokat, kerámia, képzőművészeti, zenei és egyéb kulturális tanfolyamokat indított, tartott. Itt oktatott Haraszti Andorné (Gréti néni) tánctanár, éveken keresztül meghatározva a 70-es évek ifjúságának tánctudását.
Generációk látogatták az itt működő "Kuli" néven működő mozi műsorait, közkedvelt kikapcsolódása volt a környék lakóinak.

## Felsőbikarét híres lakói
Nem messze a kultúrháztól, a Gyöngyösi utca-Vőlegény utca sarkán lévő házban született és élt Radics Béla gitáros, akinek szobra ma a ház udvarán áll. Együttesei a Korong, Sakk-matt, Tűzkerék, Taurus voltak, ezekben olyan neves zenésztársakkal dolgozott együtt, mint Demjén Ferenc, Balázs Fecó, Som Lajos, Brunner Győző. 2013-ban utcát is elneveztek a legendás gitár virtuózról.
A telepen nőtt fel a világhírű magyar zongoraművész, Cziffra György (zongoraművész) .
Chrudinák Alajos újságíró és televíziós külpolitikai főszerkesztő is itt nőtt fel.[forrás?]